# De argwaners
Heer Bommel en de argwaners of kortweg De argwaners is het 79ste verhaal uit de Bommelsaga, geschreven en getekend door Marten Toonder. Het verhaal verscheen voor het eerst op 22 februari 1958 en liep tot 6 mei van dat jaar. Het thema is doorgeslagen achterdocht die verwordt tot paranoia.

## Samenvatting
Een oudoom van heer Bommel is overleden, en zijn drie nabestaanden blijven in armoede achter. Heer Bommel wil ze helpen, maar omdat het "argwaners" zijn krijgt hij hierdoor alleen maar problemen. Dit wordt nog erger als de argwaners op het kasteel komen wonen. 
Uiteindelijk is toch bijna iedereen tevreden, behalve heer Bommel.  Marten Toonder weet zelf ook niet waarom.